# الخطوط الجوية التركية الرحلة 158
رحلة الخطوط الجوية التركية رقم 158 هي رحلة ركاب محلية مجدولة من مطار يشيلكوي في إسطنبول إلى مطار إيسنبوغا في أنقرة ، تركيا. في 16 يناير 1983، هبطت الطائرة التي كانت تقوم بالرحلة، وهي من طراز بوينج 727-200 ، على بعد حوالي 50 متر من المدرج في المطار وجهتها بسبب الثلوج المتساقطة، انفصلت واشتعلت فيها النيران. من بين 67 راكبًا كانوا على متن الطائرة، توفي 47 شخصًا.

## حادث السقوط
كانت الرحلة مجدولة بين باريس ومطار أنقرة إيسنبوغا في تركيا، مع توقف مقرر في مطار إسطنبول يشيلكوي. عندما اقتربت طائرة بوينج 727 من مطار أنقرة، كانت الظروف الجوية سيئة، مع تساقط الثلوج والرياح العاصفة. عندما حاولت الطائرة الهبوط، اصطدمت بالأرض على مسافة قصيرة من المدرج. ثم اصطدمت بعائق وتحطمت إلى ثلاث قطع أثناء انزلاقها على المدرج. انفجر الجزء الأوسط من الطائرة واشتعلت فيه النيران.
أعاقت الظروف الجوية محاولات الإنقاذ، حيث كانت الطرق خطرة. اصطدمت أربع سيارات أجرة كانت مسرعة إلى المطار للمساعدة في جهود الإنقاذ، مما أسفر عن مقتل أربعة أشخاص. كما أدى الحريق إلى حرق العديد من القتلى والجرحى. واجهت مستشفيات المنطقة صعوبة في التعرف على الجثث المحروقة بشدة. كما كان بعض الناجين يجلسون في ذيل الطائرة وتم رميهم من الطائرة عندما تحطمت. وقعت معظم الإصابات المميتة بين الركاب في القسم الأوسط الذي اشتعلت فيه النيران.
بعد الحادث، تم إغلاق مطار إيسنبوجا حتى بعد ظهر اليوم التالي لإعطاء المحققين فرصة لتحديد موقع مسجلات الرحلة وفحص الحطام.

## الطائرة
تم بناء الطائرة، وهي من طراز بوينج 727-2F2 مزودة بثلاثة محركات نفاثة توربوفان من طراز برات آند ويتني جيه تي 8 دي، بواسطة شركة بوينج برقم تسلسلي 21603/1389، وقامت بأول رحلة لها في عام 1978. كان على متنها 7 أفراد من الطاقم و60 راكبا. قُتل 47 راكبًا. أصيب جميع أفراد الطاقم و13 من الركاب، لكنهم نجوا من الحادث. كما أدى الحريق إلى حرق العديد من القتلى والجرحى. كان 21 من الركاب على متن رحلات متصلة من باريس وكوبنهاجن وميونيخ.